# The Flintstones (film)
The Flintstones är en amerikansk komedifilm som hade biopremiär i USA den 27 maj 1994, och är baserad på den tecknade TV-serien Familjen Flinta. Filmen är regisserad av Brian Levant.

## Handling
Den intrigerande chefen nye chefen för stenbrottet Skiffer & Company, Cliff Vandercave (Kyle MacLachlan) tänker, tillsammans med sin sekreterare fröken Sharon Stone (Halle Berry), se till så att han tjänar en förmögenhet. Men innan han kan sätta sin plan i verket behöver han skaffa sig en godtrogen vicedirektör vid stenbrott som syndabock för sitt fiffel.
På samma stenbrott jobbar ingen mindre än Fred Flinta (John Goodman), en medelålders lat, inkompetent, men godhjärtad man, och hans kompis Barney Granit (Rick Moranis). Alla arbetarna på stenbrottet får sedan chansen att bli antagen som vicedirektör, bara de får högst resultat på antagningsprovet.
Eftersom Fred har hjälpt Barney och hans fru Betty (Rosie O'Donnell) med pengar för att kunna adoptera ett barn, så vill Barney hemskt gärna återgälda detta på något sätt. Så när Barney upptäcker att det inte gick så bra för Fred på antagningsprovet bestämmer han sig för att byta formulär, så att Fred får Barneys resultat och Barney får Freds resultat.
Tack vare detta så blir Fred antagen som vicedirektör, men det blir ingen dans på rosor. För att sätta sina planer i verket ser Cliff och hans sekreterare till så att Fred lyckas avskeda nästan hela arbetsstyrkan, plus sin allra bäste vän Barney.
Därefter börjar en lång resa för Fred där hans vänskap med Barney, hans relation med sin familj och hans förtroende bland arbetskamraterna sätts på spel.

## Rollista

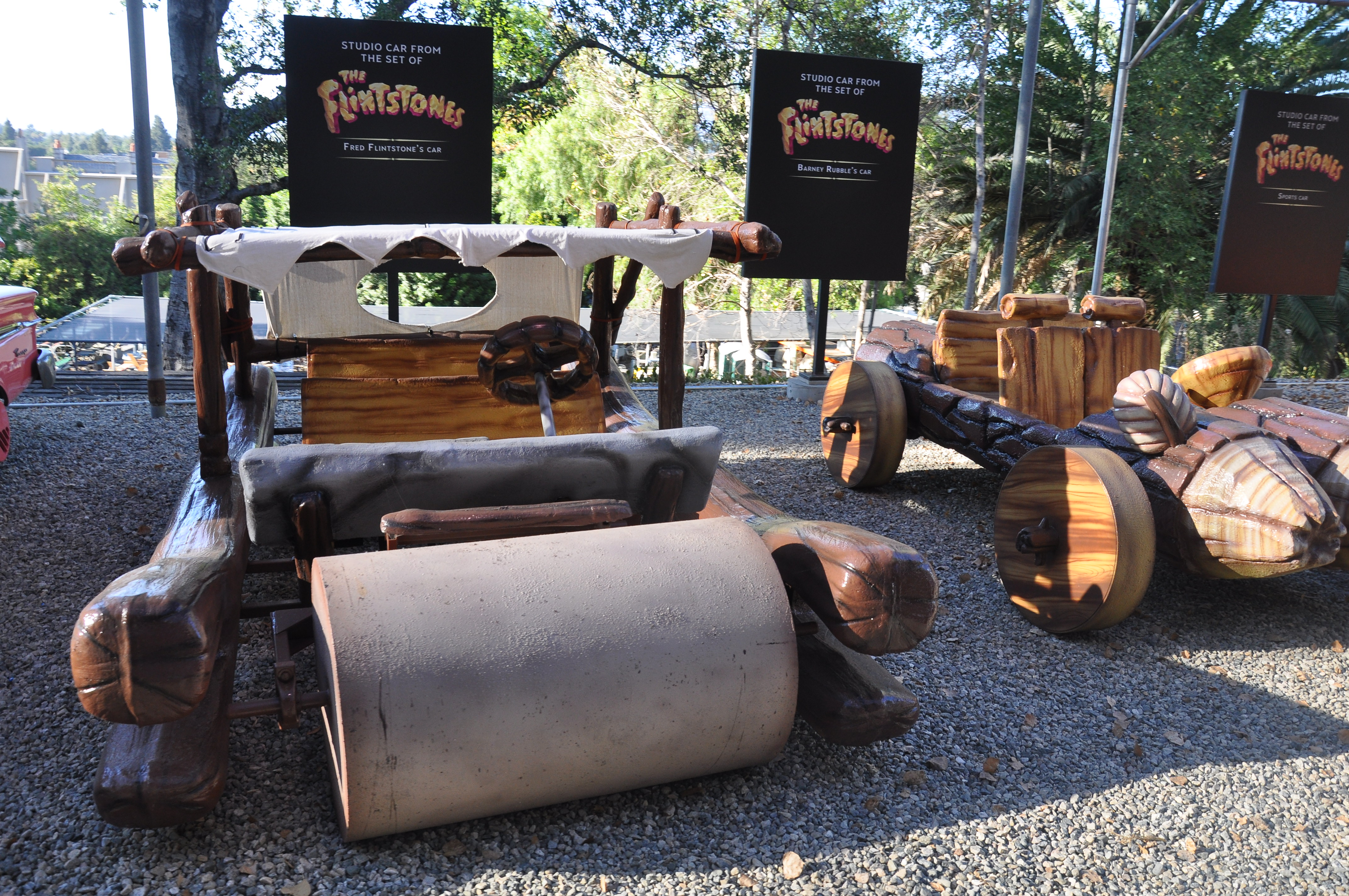
Bilar från filmen utställda på Universal Studios Hollywood.

| John Goodman                 | – Fred Flinta                                    |
| Rick Moranis                 | – Barney Granit                                  |
| Elizabeth Perkins            | – Wilma Flinta, Freds hustru                     |
| Rosie O'Donnell              | – Betty Granit, Barneys hustru                   |
| Kyle MacLachlan              | – Cliff Vandercave                               |
| Halle Berry                  | – Miss Sharon Stone                              |
| Richard Moll                 | – Hoagie                                         |
| Elizabeth Taylor             | – Pearl Slaghoople, Wilmas mor, Freds svärmor    |
| Dann Florek                  | – Herr Skiffer                                   |
| Irwin Keyes                  | – John Stenhuvud                                 |
| Jonathan Winters             | – Grå man, f.d. medarbetare till Fred och Barney |
| Mel Blanc                    | – Dino (röst)                                    |
| Harvey Korman                | – Diktafågeln (röst)                             |
| Elaine och Melanie Silver    | – Pebbles Flinta                                 |
| Hlynur och Marinó Sigurdsson | – Bamm-Bamm Granit                               |

## Om filmen
Rättigheterna för att spela in en långfilmsversion av den tecknade TV-serien köptes först av Joel Silver, men såldes i slutet av 1980-talet till Steven Spielberg och dennes Amblin Entertainment. Efter att ha arbetat med John Goodman i Always var Spielberg övertygad att han funnit den perfekte skådespelaren för Fred Flinta och rollbesatte Goodman därefter. 
Inspelningen startade i april 1993 efter flera år av förproduktion. Filmen spelades delvis in vid Vasquez Rocks i norra delen av Los Angeles County, där även exteriören för familjen Flintas hus byggdes upp.

### Fotnoter
1. ↑  ”The Flintstones” (på engelska). Box Office Mojo. 27 maj 1989. http://www.boxofficemojo.com/movies/?id=flintstones.htm. Läst 7 september 2016.
2. ↑  Murphy, Ryan (17 januari 1993). ”A look inside Hollywood and the movies : ‘YABBA DABBA WHO?’ : Hey! Raquel Welch Was Good in ‘One Million Years B.C.’” (på engelska). www.latimes.com. Los Angeles Times. https://www.latimes.com/archives/la-xpm-1993-01-17-ca-1806-story.html. Läst 20 mars 2025.
3. ↑  ”"The Flintstones" Movie Set” (på engelska). scvhistory.com. Santa Clarita Valley Historical Society. https://scvhistory.com/scvhistory/sc9401.htm. Läst 20 mars 2025.
4. ↑  ”"The Flintstones" in Production” (på engelska). scvhistory.com. Santa Clarita Valley Historical Society. https://scvhistory.com/scvhistory/lw3350.htm. Läst 20 mars 2025.